# 格朗瓦勒
格朗瓦勒（法語：Grandval，法語發音：[ɡʁɑ̃val]）是瑞士联邦伯尔尼州伯尔尼汝拉区的市镇。该市镇面积为8.24平方千米，海拔高度588米，2018年12月31日人口数为404。